# Ezequiel Ávila
Luis Ezequiel Ávila (ur. 6 lutego 1994 w Rosario) – argentyński piłkarz występujący na pozycji napastnika w Real Betis.